# Ittigen
Ittigen és un municipi del cantó de Berna (Suïssa), situat al districte de Berna.